# Барычка (Подкарпатское воеводство)
Бары́чка (пол. Baryczka) — село в Польше в гмине Небылец Стшижувского повета Подкарпатского воеводства.

## География
Село располагается в 4 км на север от административного центра гмины села Небылец, 10 км от административного центра повета города Стшижув и 18 км от центра воеводства города Жешув. Возле села протекает река Гвозьница, являющаяся притоком Вислока.

## История
Первые сведения о селе относятся к 1447 году. С этого времени село упоминается в различных документах как Барыч, Бариче или Барич. Наименование «Барычка» появилось в последующие века. Первоначально село принадлежало шляхетскому роду Стшижовских. В 1886 году оно перешло во владение Северына Живецкого и с 1896 года стало принадлежать Фридерику герба Яблонского.
В 1787 году село насчитывало 67 домов, в которых проживало 461 человек. В 1930 году в селе проживало 1100 человек. В 2001 году численность населения составляла 1063 человек.
C 1975 по 1998 год Гвозьница-Дольна входила в Жешувское воеводство.

## Достопримечательности
- Позднебарочная усадьба, построенная в 1851 году и располагающаяся на правом берегу реки Гвозьницы в 300 метрах от дороги Чудец-Небылец.